# Thomas Lance
Thomas Glasson Lance (14 de junho de 1891 — 29 de fevereiro de 1976) foi um ciclista britânico que participou nos Jogos Olímpicos de Antuérpia, em 1920.
Nessas olimpíadas de 1920, ele participou de duas provas: em tandem, formando parceria com Harry Ryan, ganhando a medalha de ouro à frente das equipes sul-africana e holandesa. Na velocidade foi eliminado nas rodadas de repescagem.